# 克洛尼夫
51°38′40″N 30°45′24″E / 51.64444°N 30.75667°E
克洛尼夫（烏克蘭語：Клонів），是烏克蘭北部的村莊，隸屬切爾尼希夫州的切爾尼希夫區。該村始建於1826年，面積0.15平方公里，海拔高度151米，2001年人口34，人口密度每平方公里226.7人。